# گیل میل (کارولینای جنوبی)
گیل میل(به انگلیسی: Gayle Mill) شهری در ایالت کارولینای جنوبی کشور ایالات متحده آمریکا است که جمعیت آن در سرشماری سال ۲۰۱۰ میلادی، ۹۱۳ نفر بوده‌است.